# GFT Technologies
GFT Technologies SE (Gesellschaft für Technologietransfer) è un'azienda tedesca, attiva nel settore information technology principalmente in ambito finanziario, bancario e assicurativo. La società è stata fondata il 19 marzo del 1987 dal Prof. Dr.-Ing. Schönemann, il socio unico in quel momento.
La sede principale è situata a Stoccarda e alla fine del 2021 conta 8000 dipendenti distribuiti in undici diverse nazioni. GFT è quotata alla Borsa di Francoforte dal 1999 ed è stata incorporata dal marzo 2015 nell'indice TecDAX (ISIN: DE0005800601).
Il 1 giugno 2017 viene nominata CEO del gruppo Marika Lulay. Ulrich Dietz assume la carica di Presidente del Consiglio di Amministrazione dopo aver ricoperto per 30 anni la carica di amministratore delegato.
Nel 2018 avviene l'acquisizione della società canadese V-NEO Inc. assicurandosi una maggior copertura del mercato nord Americano ed europeo.
Il 25 gennaio 2024 GFT annuncia l'acquisizione di Sophos Solutions, società colombiana specializzata in core banking. Con questa acquisizione, GFT, rafforza la propria presenza in America Latina e vedrà il proprio organico crescere di circa 1.700 unità arrivando in totale a oltre 12.000 dipendenti.
A partire dal gennaio 2025 Marco Santos prende il posto di Marika Lulay in qualità di amministratore delegato del gruppo GFT.

## GFT Italia
Nel 2013 GFT acquisisce la società italiana di consulenza IT Sempla, oggi GFT Italia, compresi i circa 1000 dipendenti.
In Italia esistono sedi nelle seguenti città: 
- Milano (sede legale di GFT Italia s.r.l.)[3]
- Firenze
- Genova
- Montecatini Terme
- Padova
- Piacenza
- Siena
- Torino